# Cantó de Carrouges
El cantó de Carrouges és un cantó francès del departament de l'Orne, situat al districte d'Alençon. Té 24 municipis i el cap es Carrouges.

## Municipis
- Beauvain
- Carrouges
- Le Cercueil
- Chahains
- Le Champ-de-la-Pierre
- La Chaux
- Ciral
- Fontenai-les-Louvets
- Joué-du-Bois
- La Lande-de-Goult
- Livaie
- Longuenoë
- Le Ménil-Scelleur
- La Motte-Fouquet
- Rouperroux
- Saint-Didier-sous-Écouves
- Saint-Ellier-les-Bois
- Sainte-Marguerite-de-Carrouges
- Sainte-Marie-la-Robert
- Saint-Martin-des-Landes
- Saint-Martin-l'Aiguillon
- Saint-Ouen-le-Brisoult
- Saint-Patrice-du-Désert
- Saint-Sauveur-de-Carrouges

## Història
| Data d'elecció                           | Identitat             | Partit                     | Qualitat |
| ---------------------------------------- | --------------------- | -------------------------- | -------- |
| 1945-1961                                | Émile Amelin          | RPF, després divers droite |          |
| 1961-1998                                | Hubert d'Andigné      | UDR, després RPR           |          |
| 1998-2011                                | Eugène-Loïc Ermessent | UDF, després Divers droite |          |
| 2011-                                    | Maryse Oliveira       | Divers droite              |          |
| les dades anteriors no són pas conegudes |                       |                            |          |
|                                          |                       |                            |          |

## Demografia
| A partir de 1990: Població sense dobles comptes |